# InterContinental
InterContinental Hotels & Resorts by IHG es una marca británica-estadounidense de hoteles de lujo creada en 1946 por el fundador de Pan Am, Juan Trippe. Desde 1998 forma parte del grupo británico InterContinental Hotels Group. Tiene más de 180 hoteles situados en más de sesenta países de todo el mundo. En funcionamiento desde hace más de setenta años, InterContinental es una de las marcas de hoteles y resorts de lujo más importantes del mundo.

## Historia
En 1945 el presidente de los Estados Unidos Franklin Delano Roosevelt y Juan Trippe, Presidente de Pan Am, discutieron en un desayuno en la Casa Blanca sobre su preocupación por la necesidad que tenía América Latina de desarrollo económico. Los dos pensaron que una manera de atraer empresarios y turistas sería ofrecer hoteles de lujo en ciudades clave. Trippe, visualizando un aumento en el transporte aéreo internacional, aceptó que Pan Am, con el apoyo de instituciones gubernamentales de los Estados Unidos como el Eximbank, constituyera una filial para implementar la idea. Los hoteles también servirían para alojar a la tripulación y los pasajeros de Pan Am en los destinos donde aún no hubiera hoteles de lujo. El 3 de abril de 1946 se fundó la Intercontinental Hotel Corporation. Intercontinental Hotels compró su primer hotel ese mismo año, el Grande Hotel en Belém (Brasil). La cadena creció rápidamente y pronto contaba con numerosos hoteles por toda América Latina y el Caribe.
En 1961 Intercontinental Hotels abrió su primer hotel en Oriente Medio, el Phoenicia Intercontinental Beirut. La cadena se convirtió en una de las primeras cadenas internacionales con presencia en Europa del Este cuando en 1964 firmó un contrato para gestionar el Hotel Esplanade de Zagreb. En 1972 la cadena, por entonces renombrada Inter-Continental Hotels, puso en marcha una línea de hoteles de precio moderado llamada Forum Hotels. La cadena abrió su primer hotel en los Estados Unidos en 1973, cuando firmó un contrato para gestionar el Mark Hopkins Hotel en San Francisco.
PanAm vendió Inter-Continental a Grand Metropolitan el 19 de agosto de 1981. Los nuevos propietarios fusionaron su cadena Grand Metropolitan Hotels con los Inter-Continental y su filial Forum Hotels. GrandMet vendió la cadena al Saison Group en 1988, que a su vez la vendió a Bass en 1998. Dos años más tarde, Bass se deshizo de su empresa cervecera homónima y cambió su nombre por Six Continents, centrándose en los hoteles. En 2003, toda la empresa se renombró InterContinental Hotels Group, y la cadena original InterContinental se convirtió en una de las numerosas marcas que actualmente forman parte de esta empresa.
InterContinental Hotels & Resorts usa el sistema IHG Green Engage, un sistema de sostenibilidad que ayuda a elegir la mejor manera de responder cuando ocurre un desastre. Cuando esto sucede, se pueden asignar fondos del IHG Shelter Fund para permitir que los hoteles ayuden a sus huéspedes, empleados y a la comunidad local con apoyo económico, suministros y alojamiento. La empresa también gestiona una IHG Academy que enseña a desarrollar habilidades para el trabajo.

## Galería de imágenes

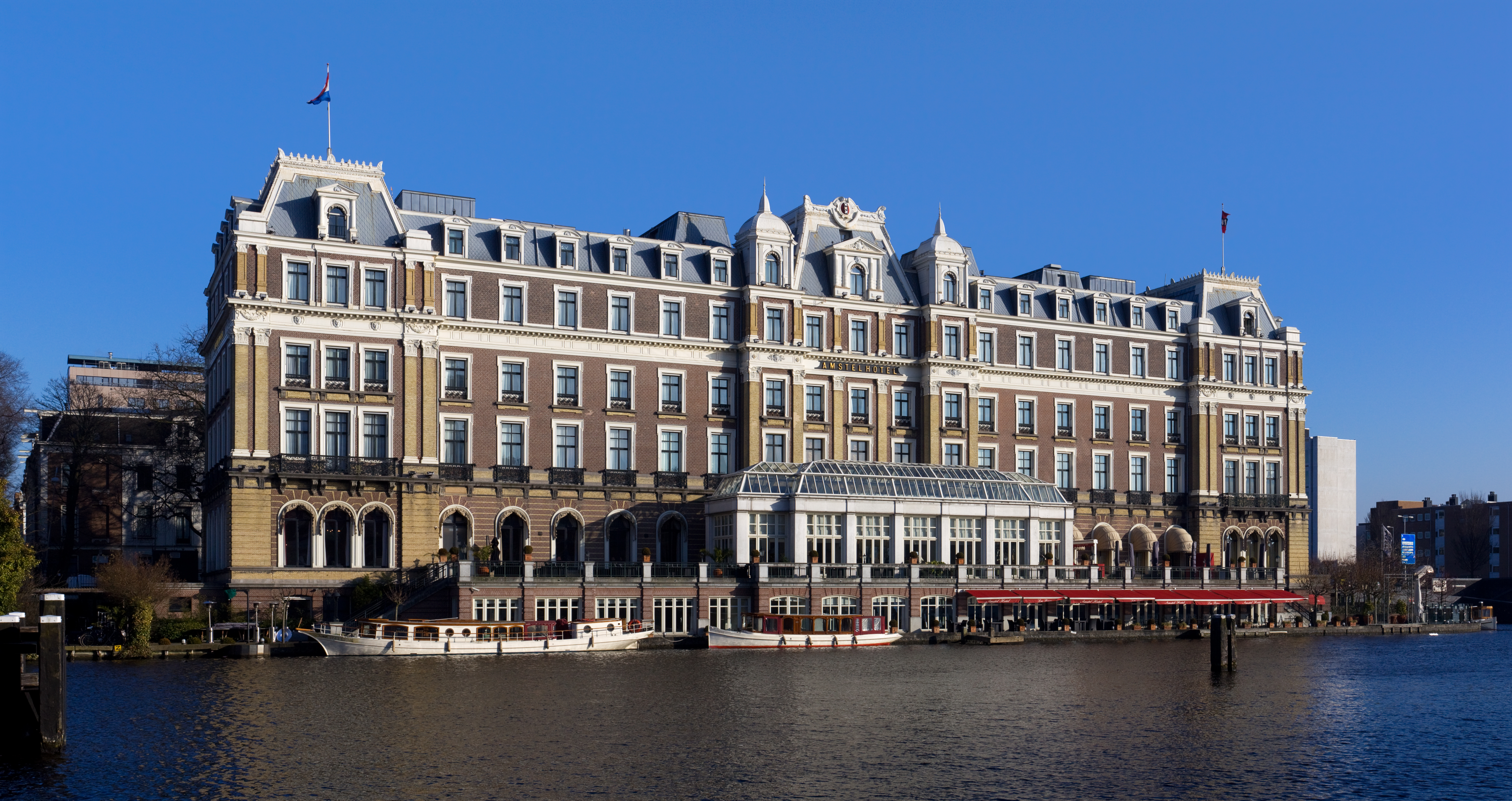
InterContinental Amstel Amsterdam.
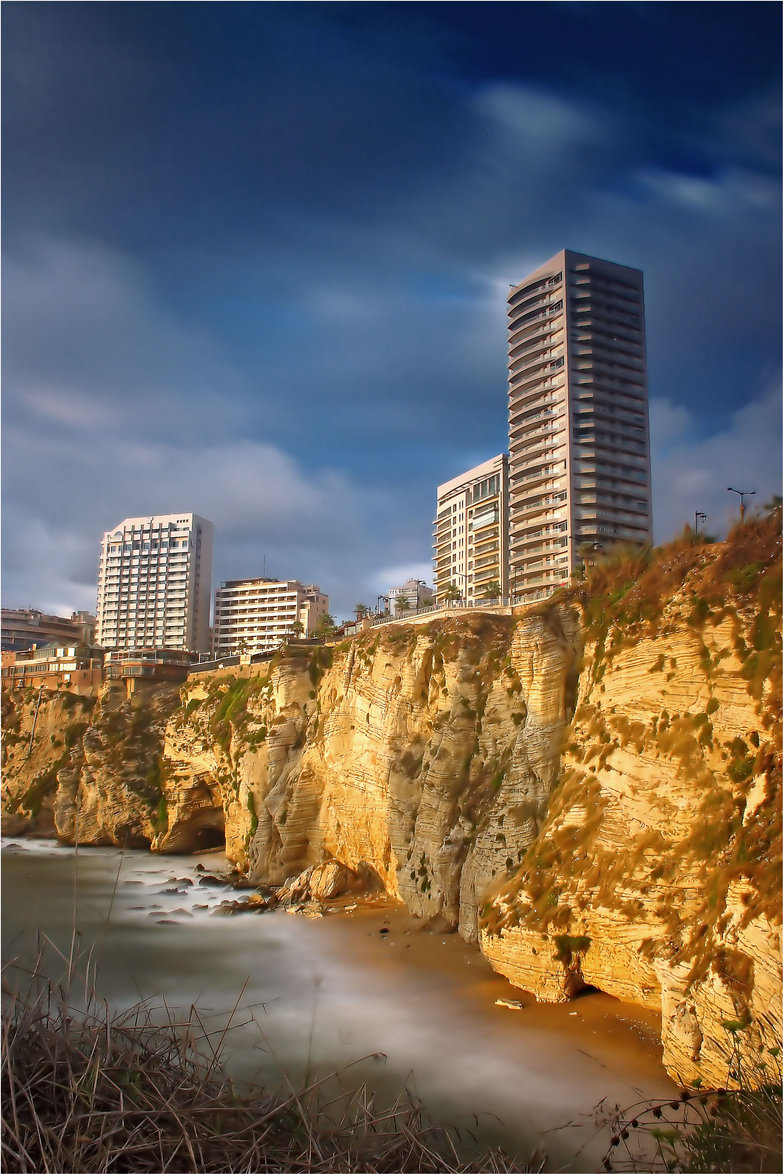
Le Vendôme Beirut Hotel.
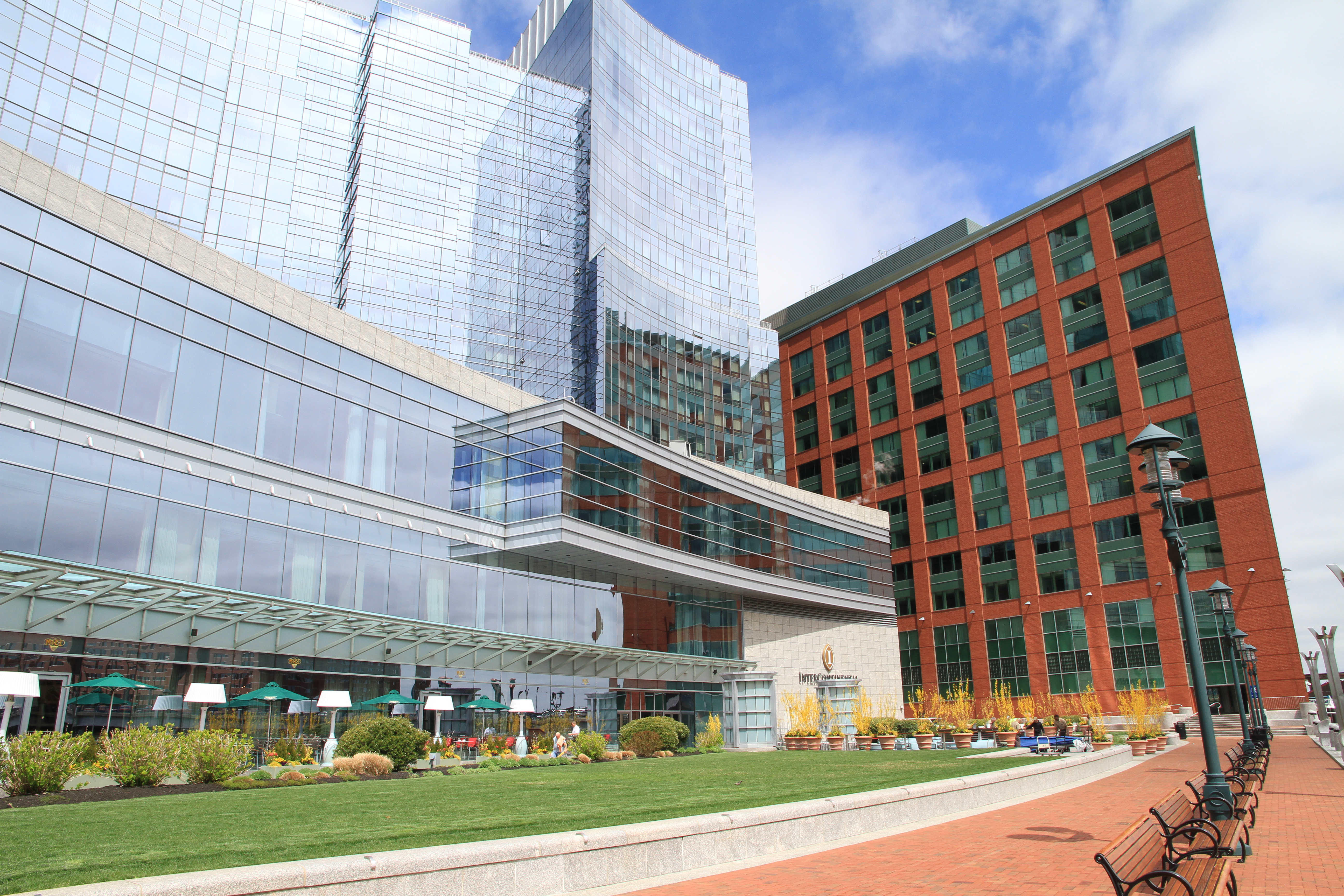
InterContinental Boston.
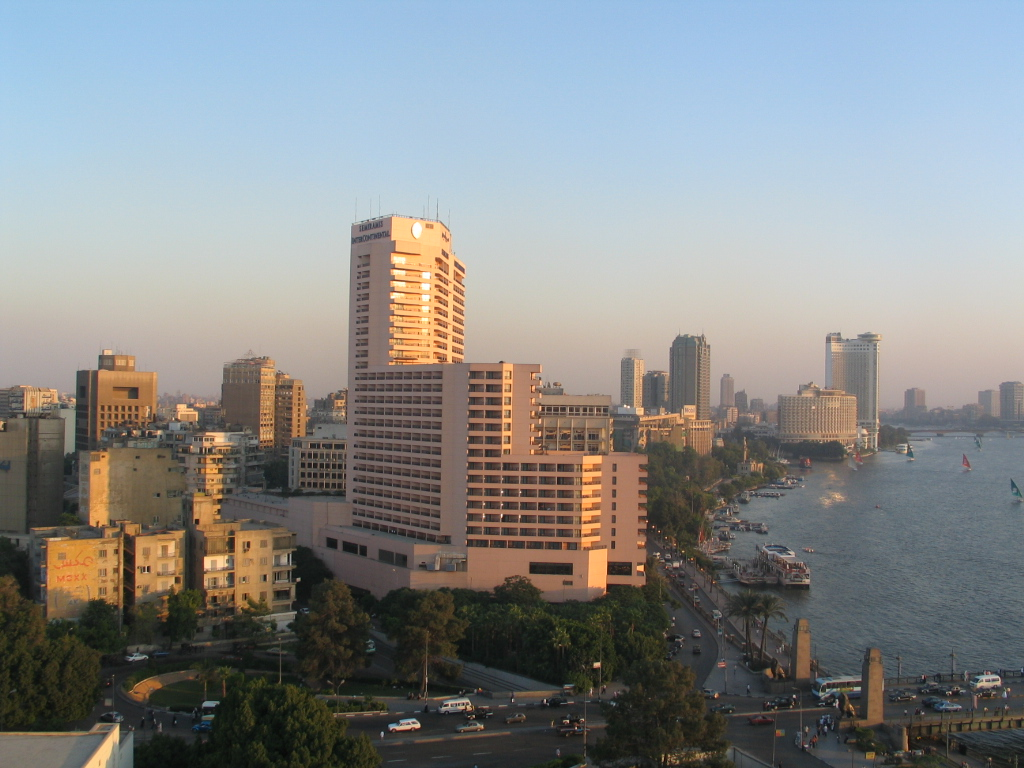
InterContinental Cairo Semiramis.
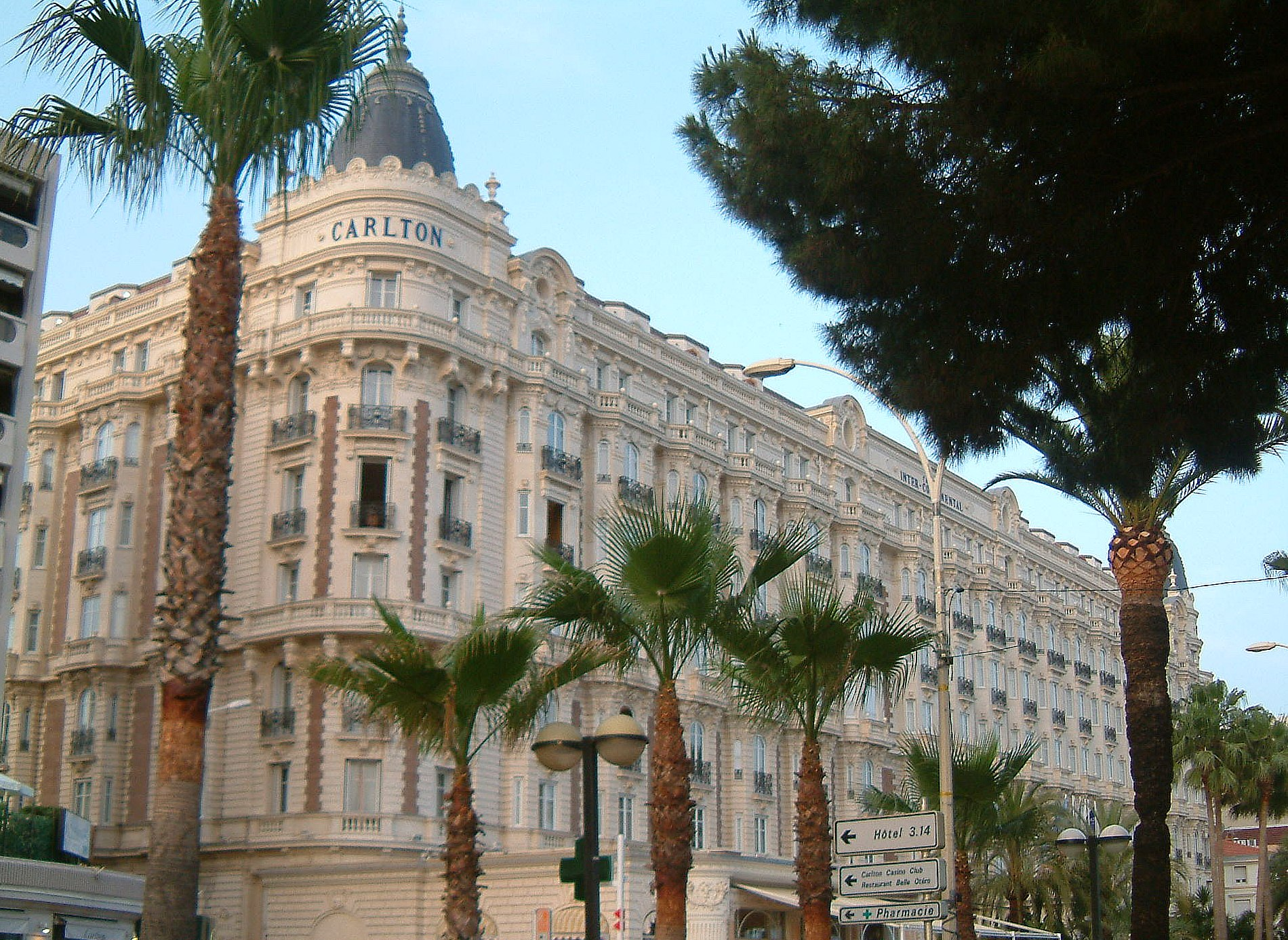
InterContinental Carlton Cannes.
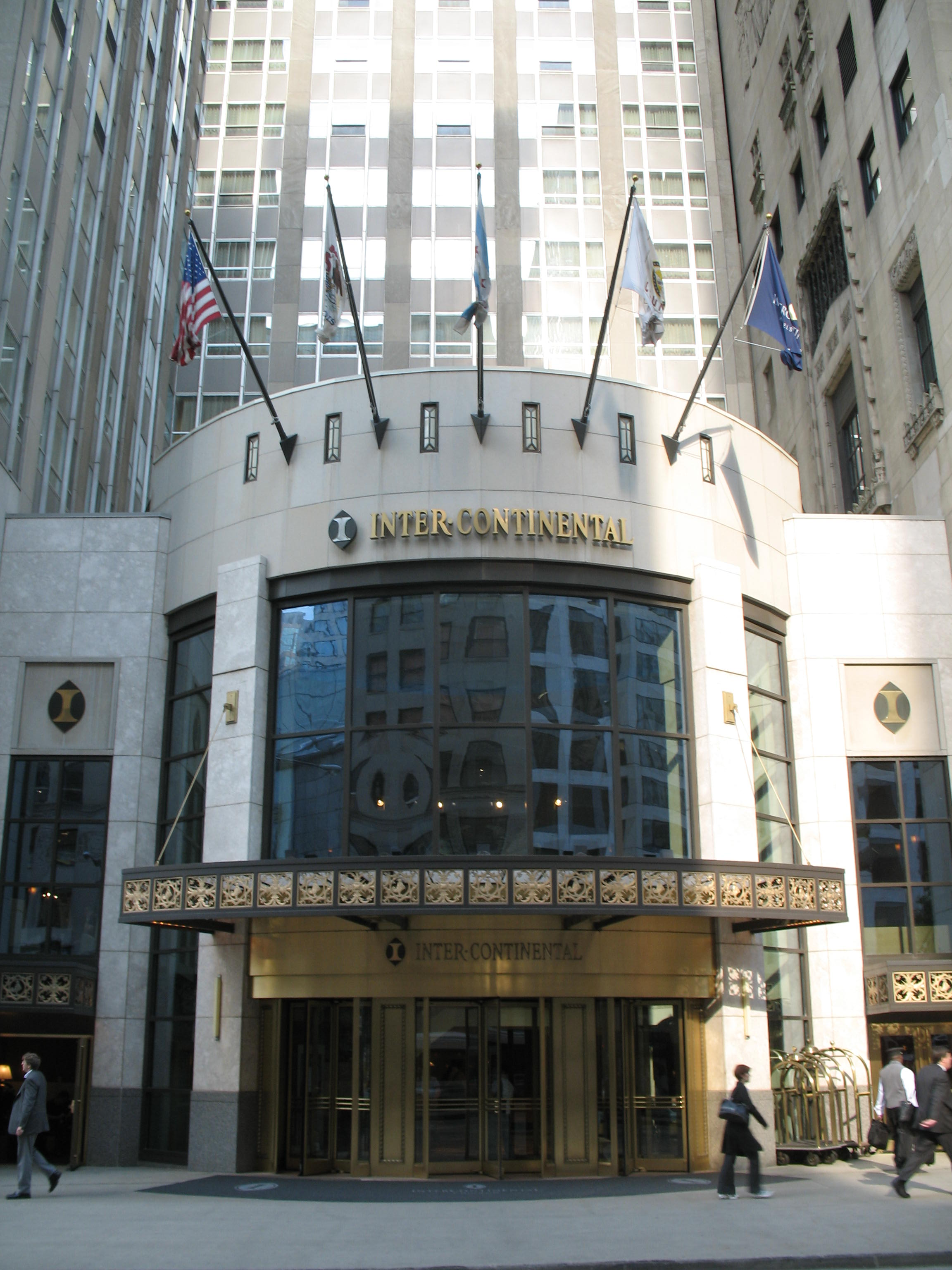
InterContinental Chicago Magnificent Mile.
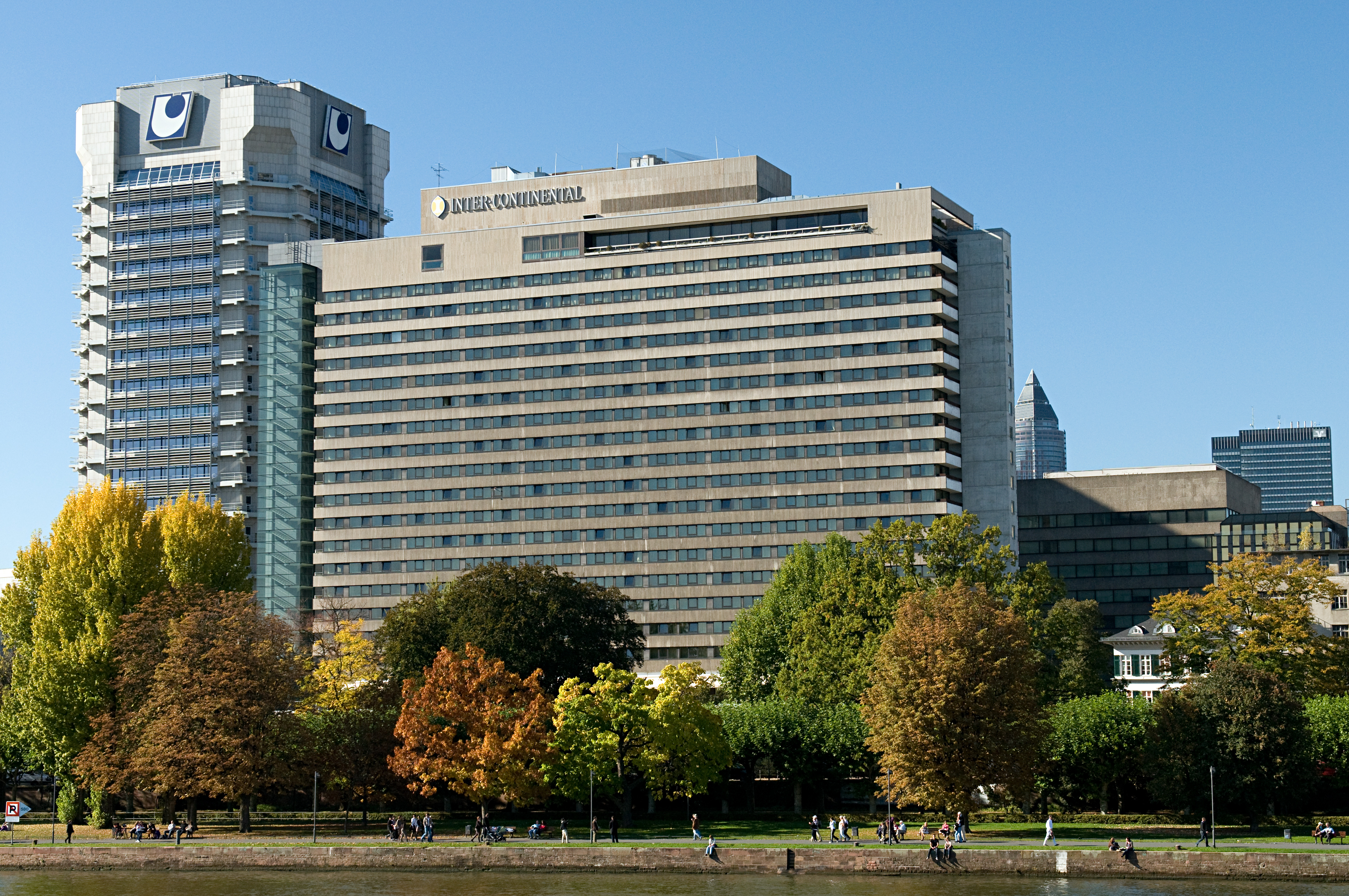
InterContinental Frankfurt.
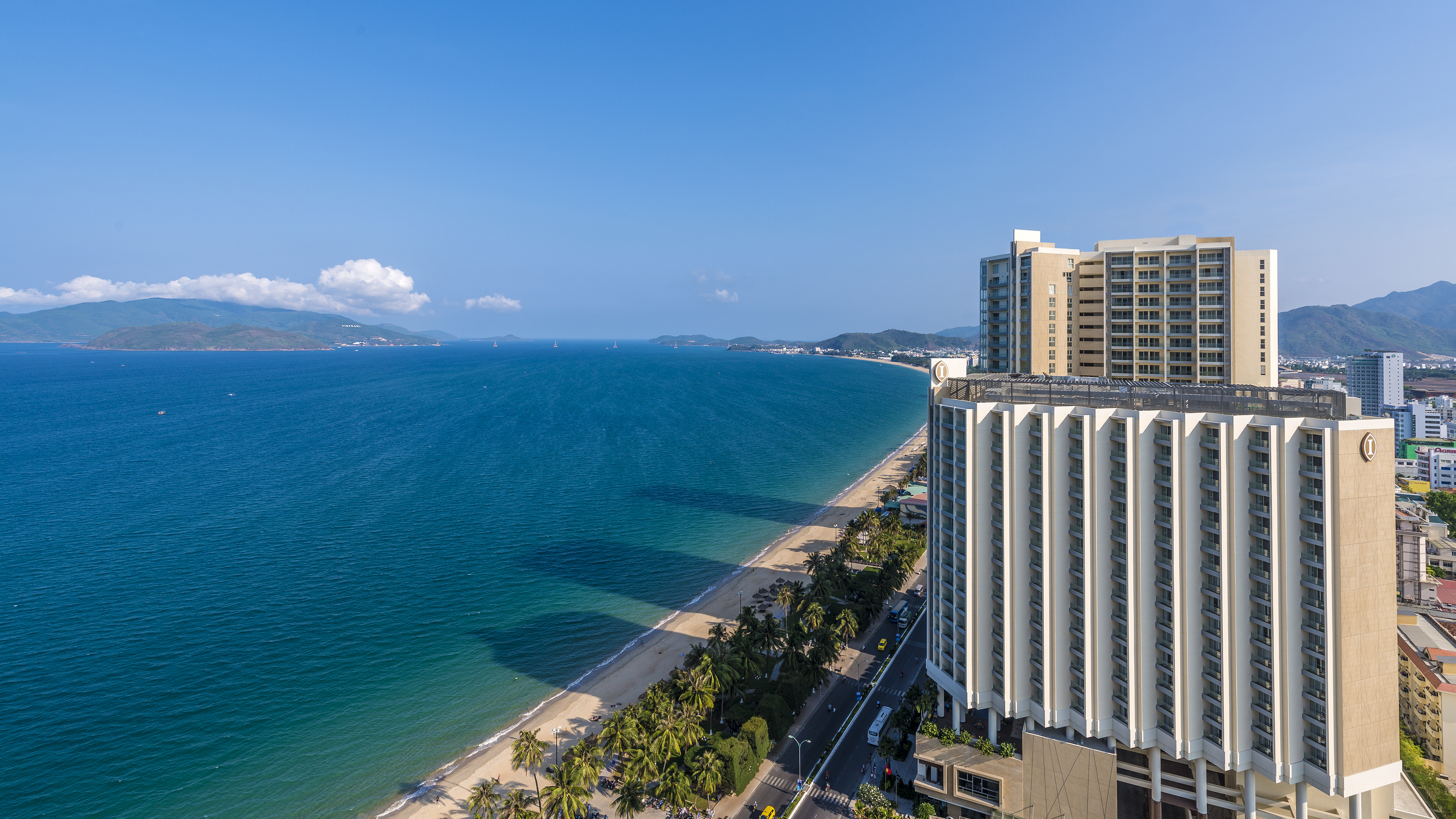
InterContinental Nha Trang.
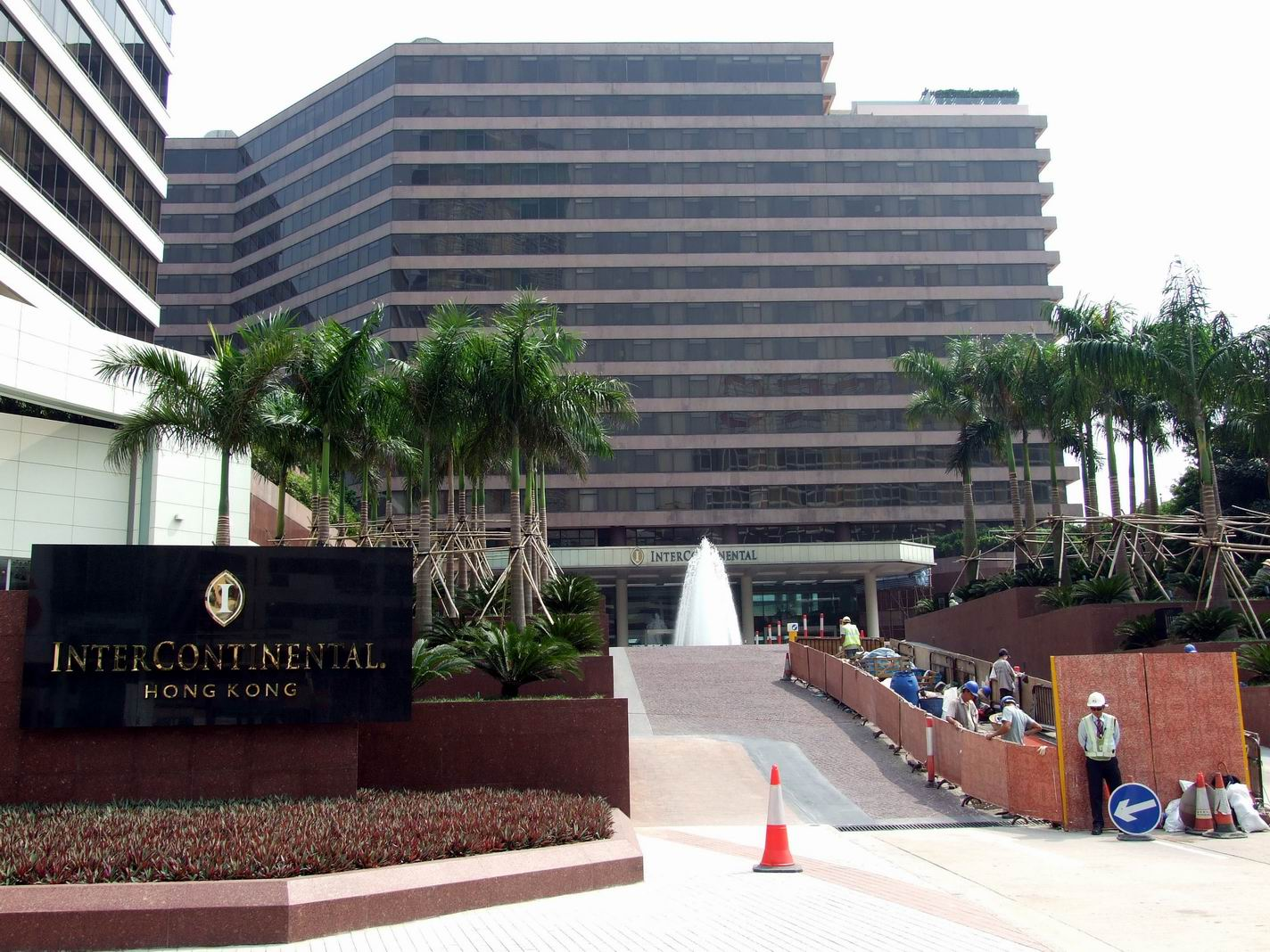
InterContinental Hong Kong.
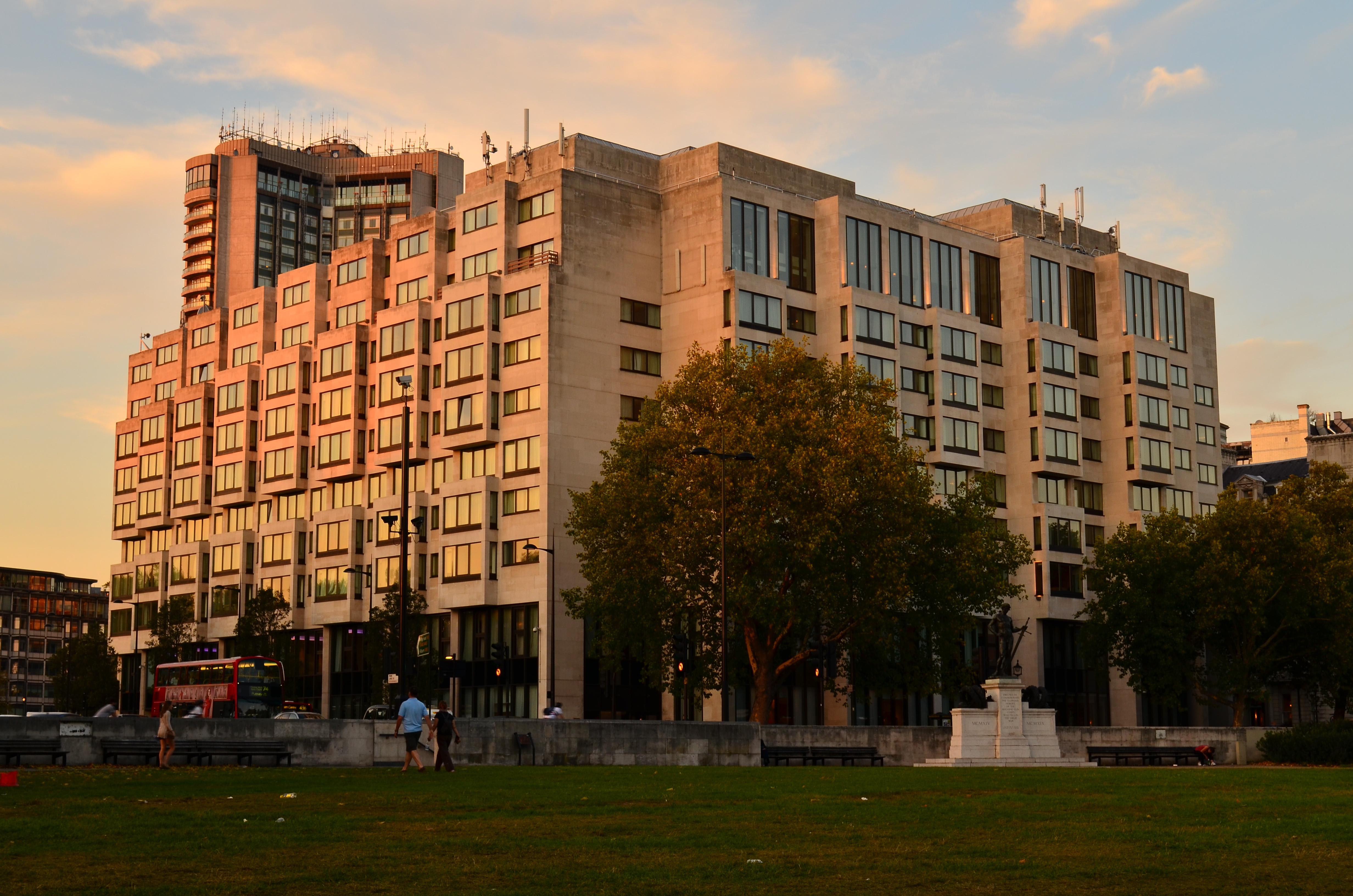
InterContinental London Park Lane.
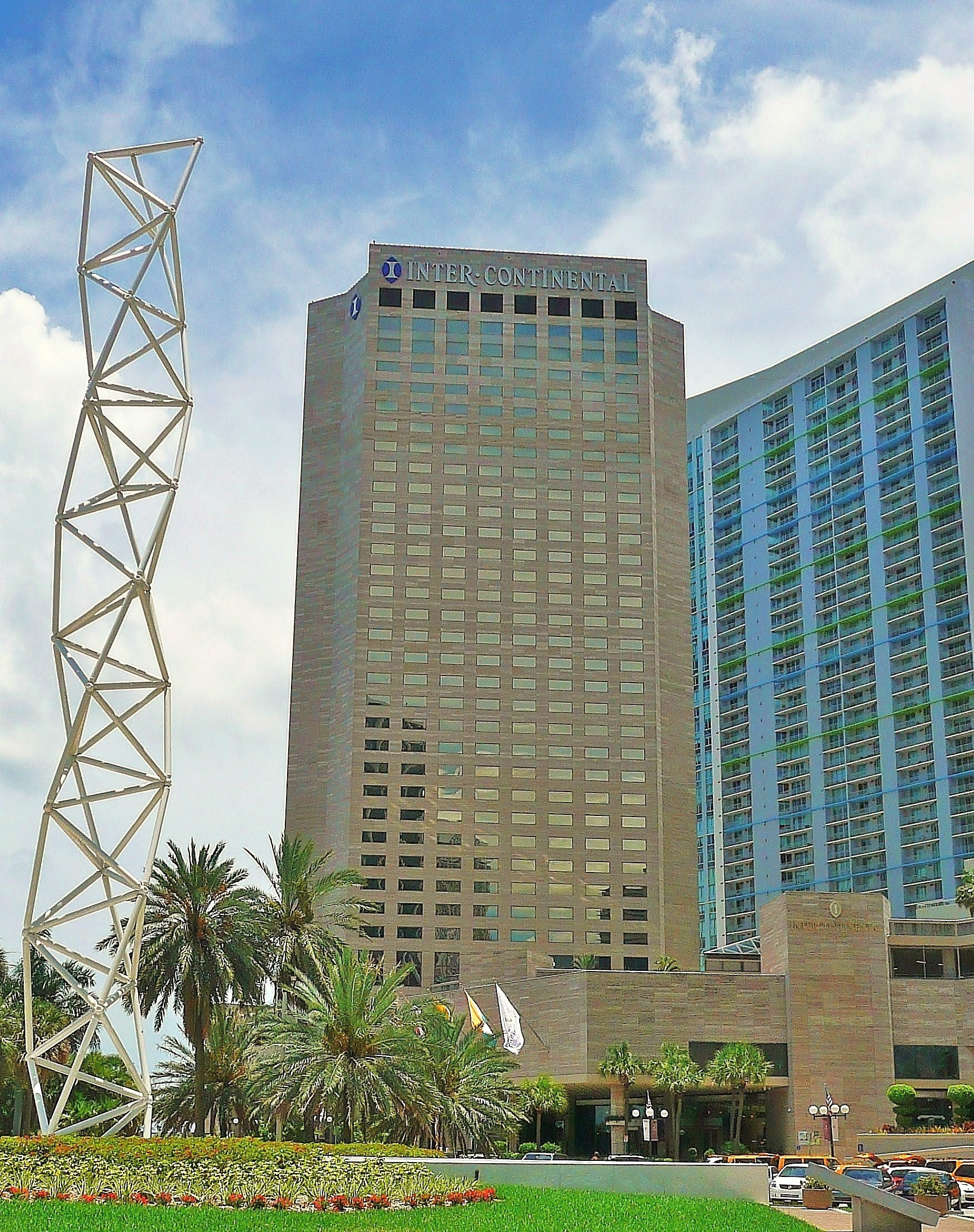
InterContinental Miami.
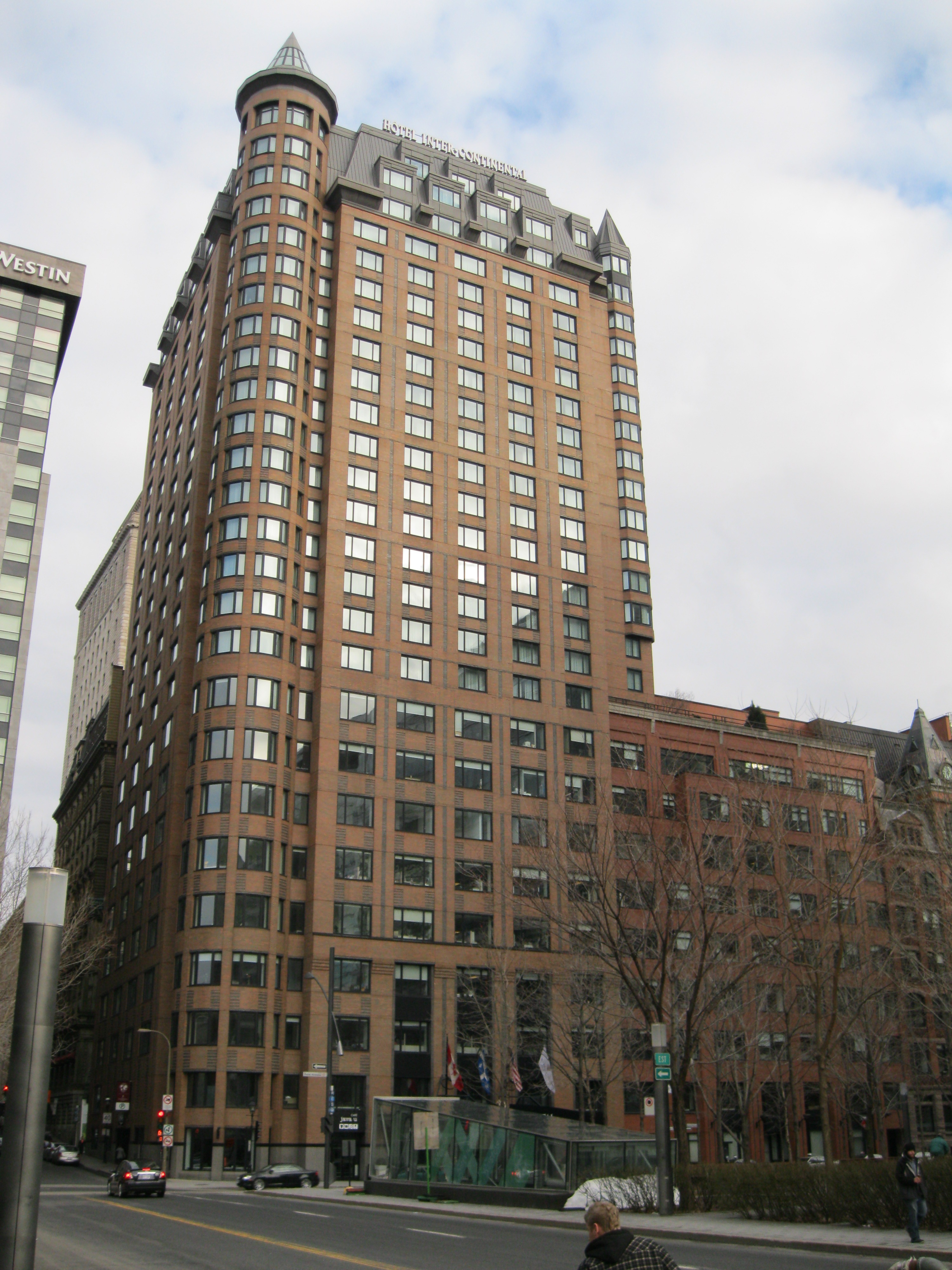
InterContinental Montreal.
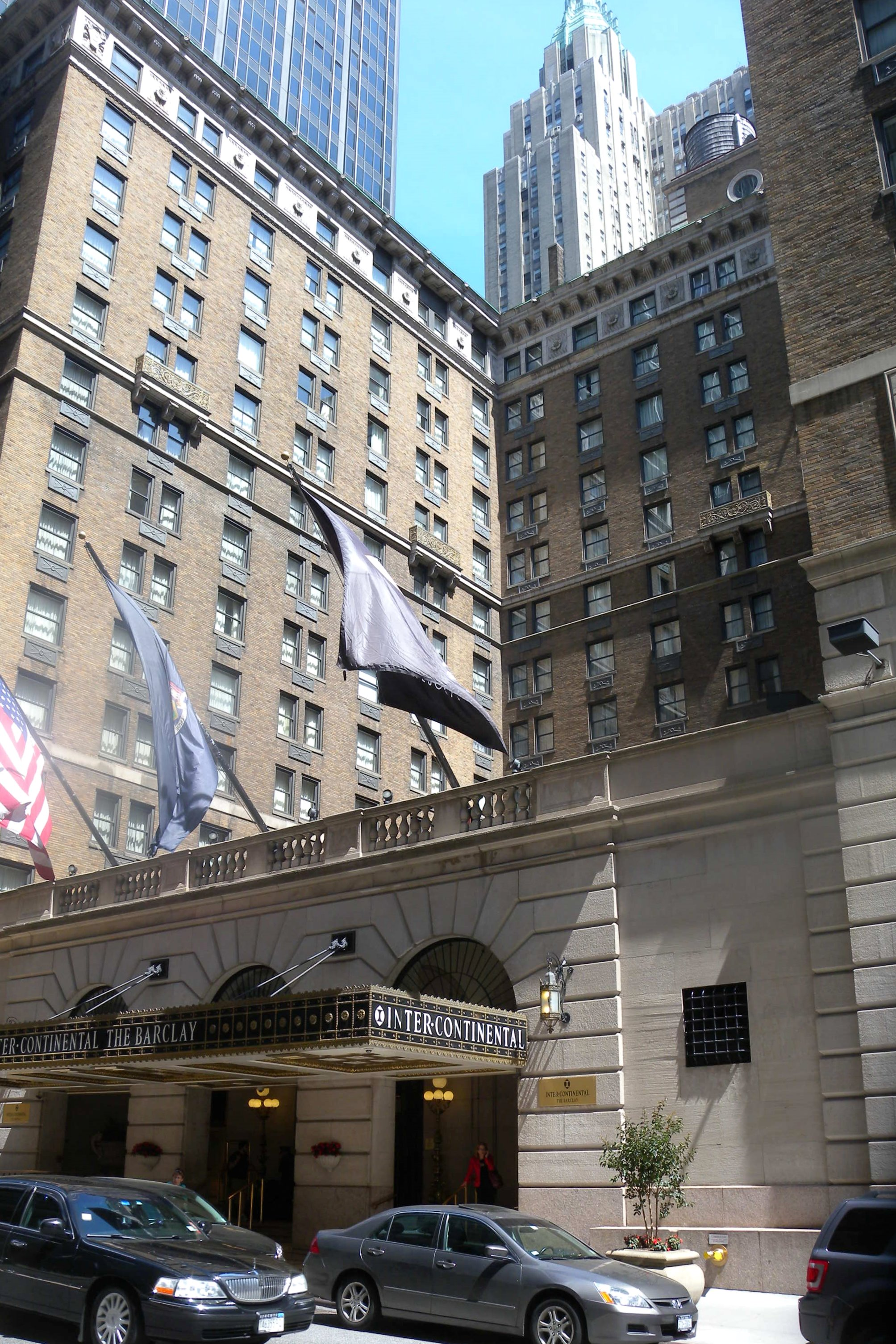
InterContinental New York Barclay Hotel.
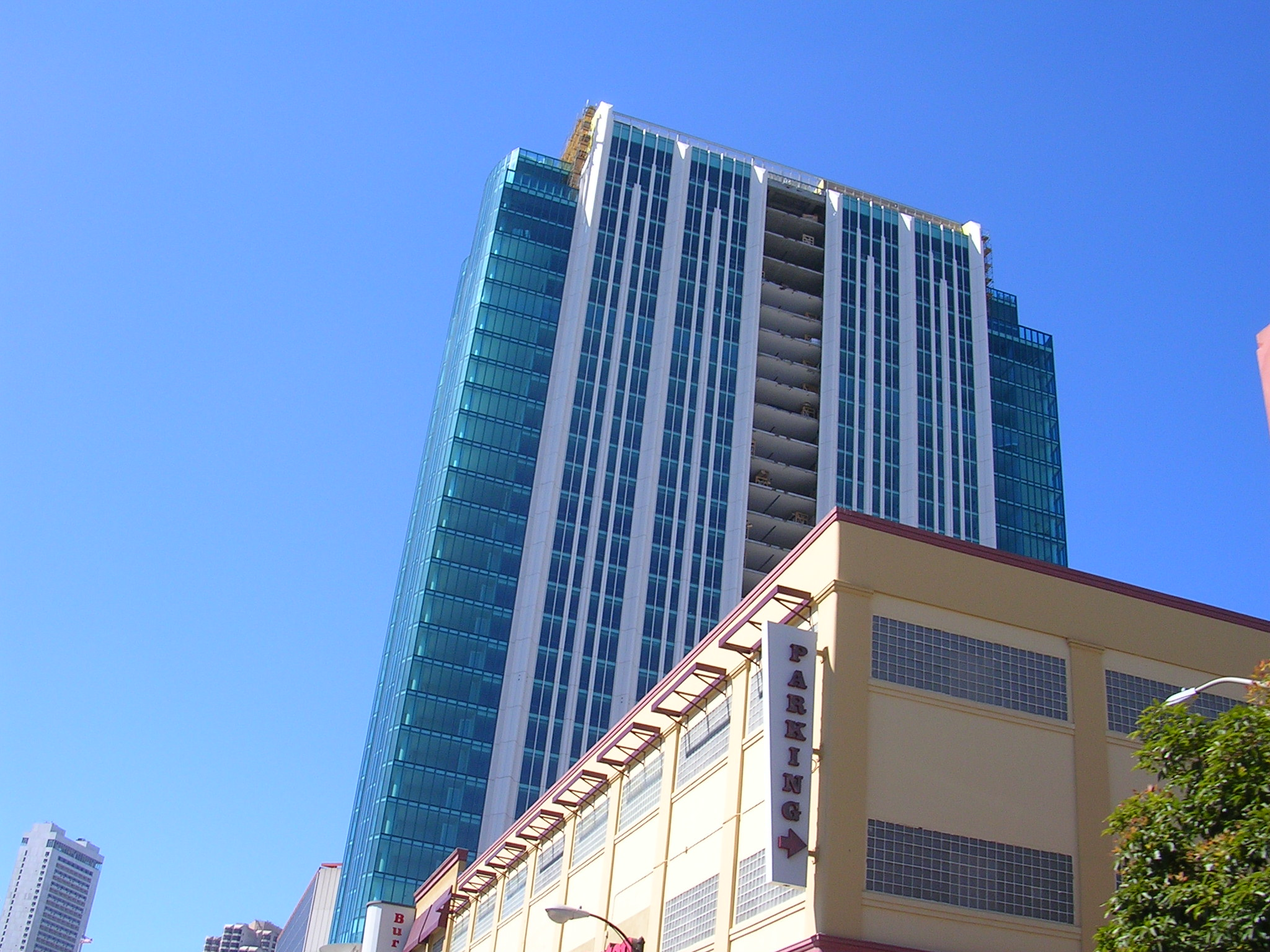
InterContinental San Francisco.
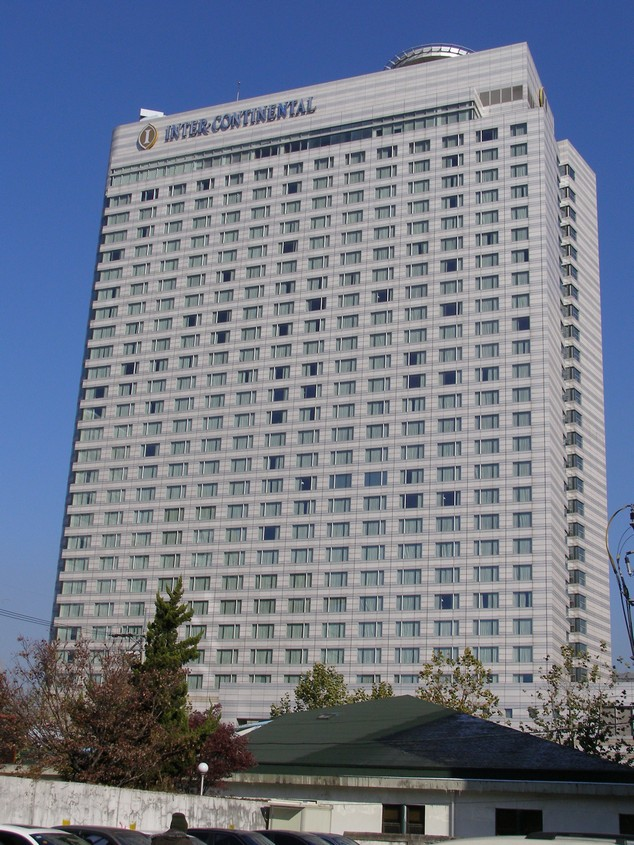
InterContinental Seoul COEX.
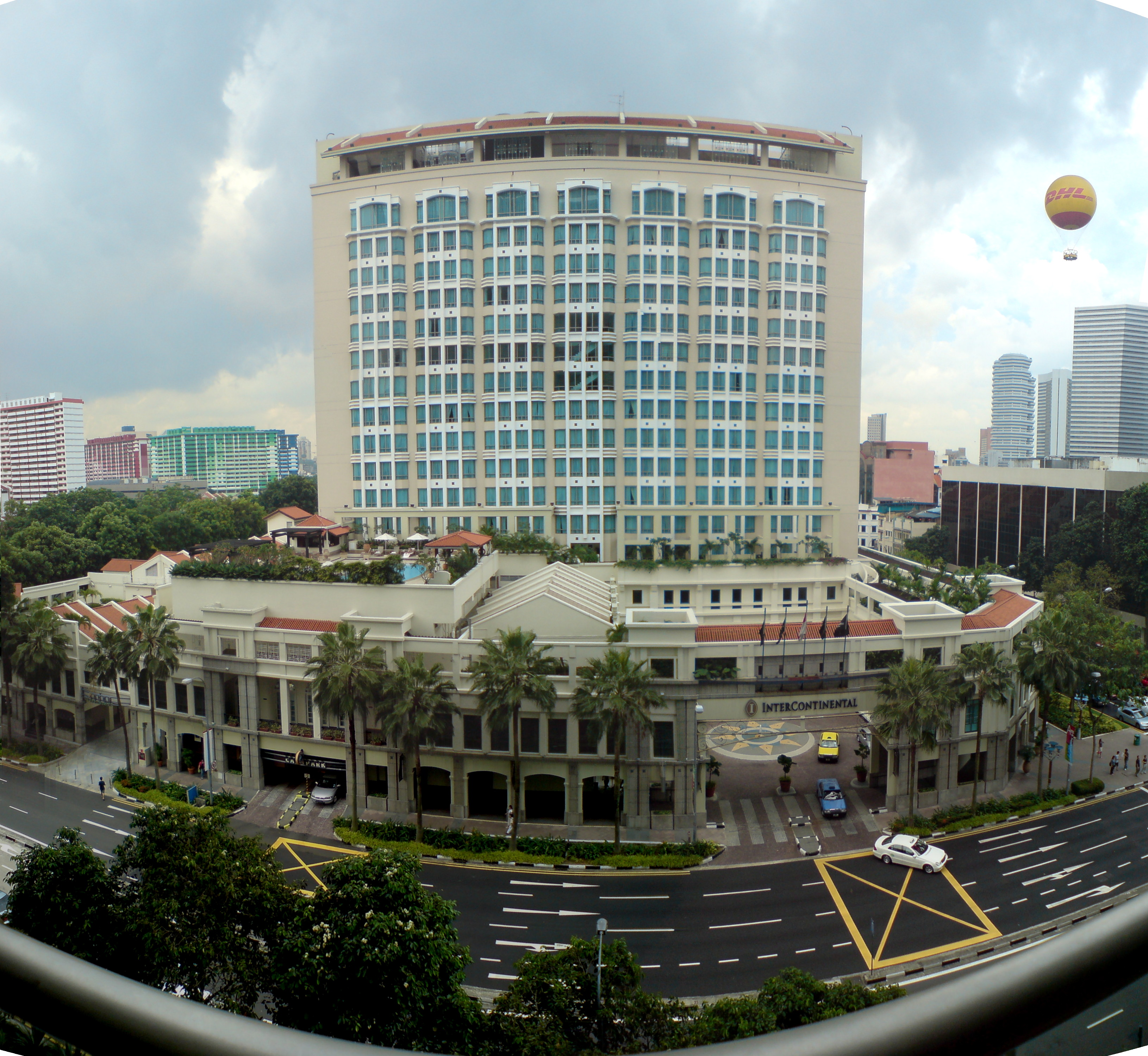
InterContinental Singapur.
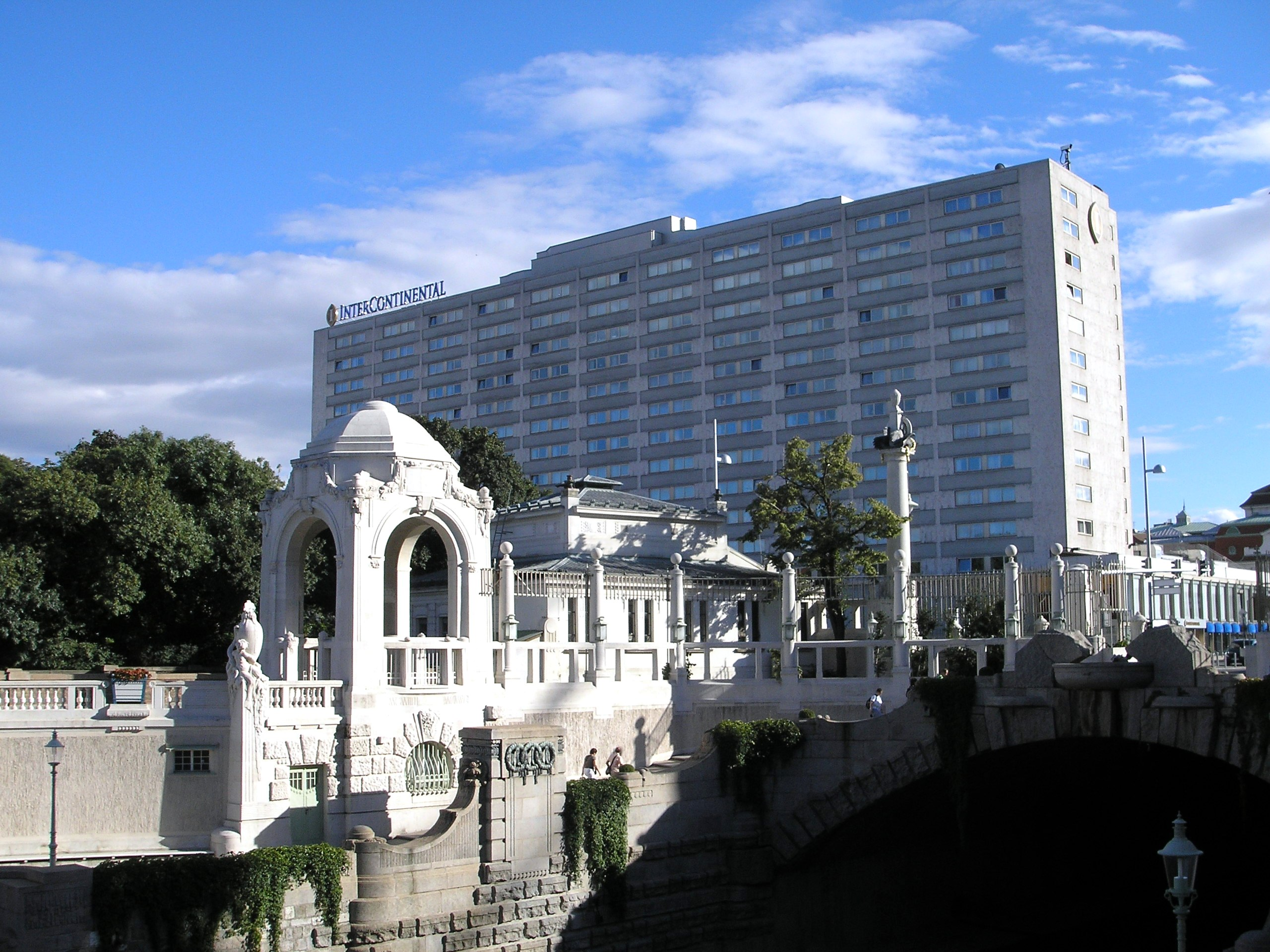
InterContinental Vienna.
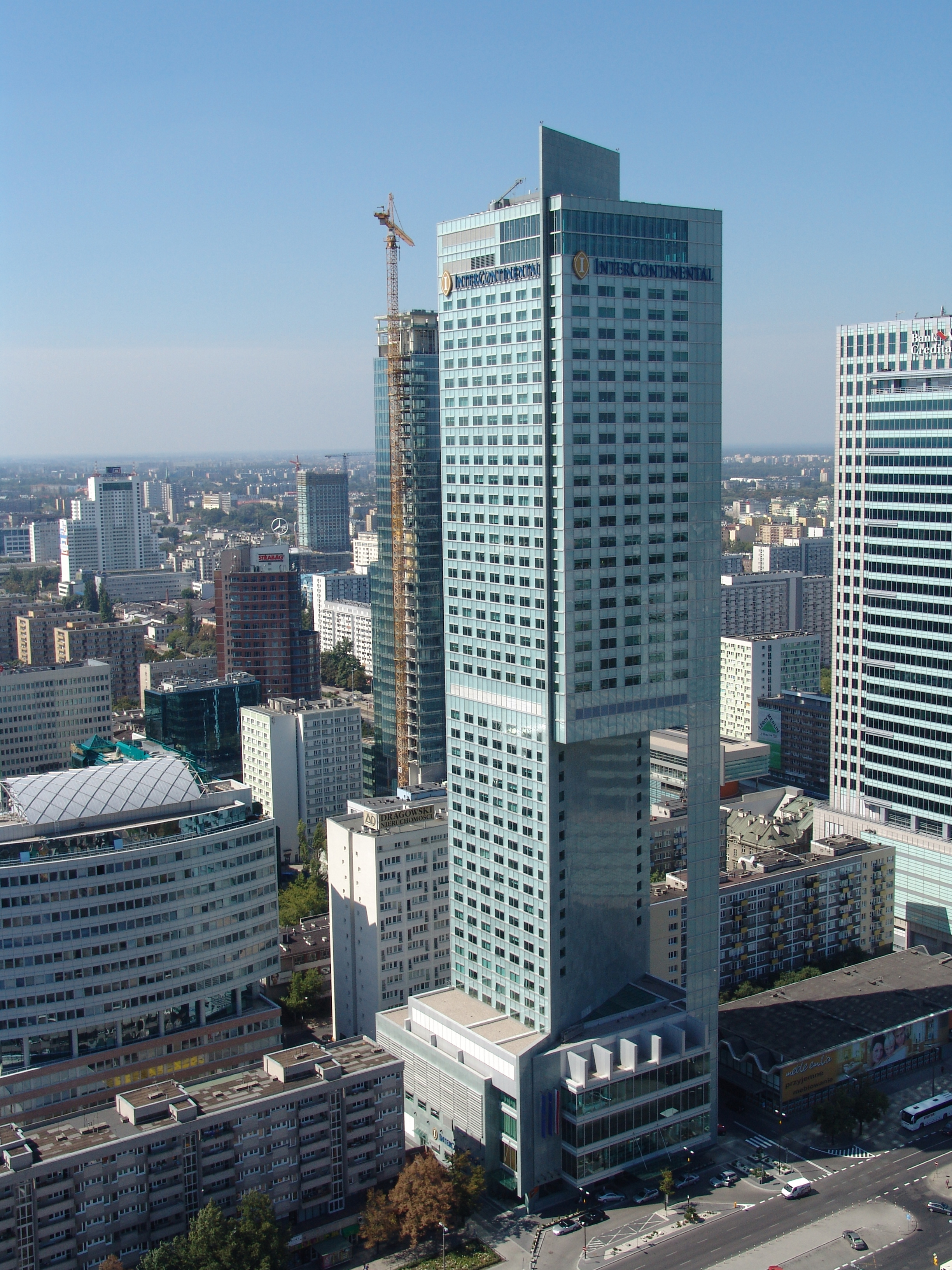
InterContinental Warsaw.
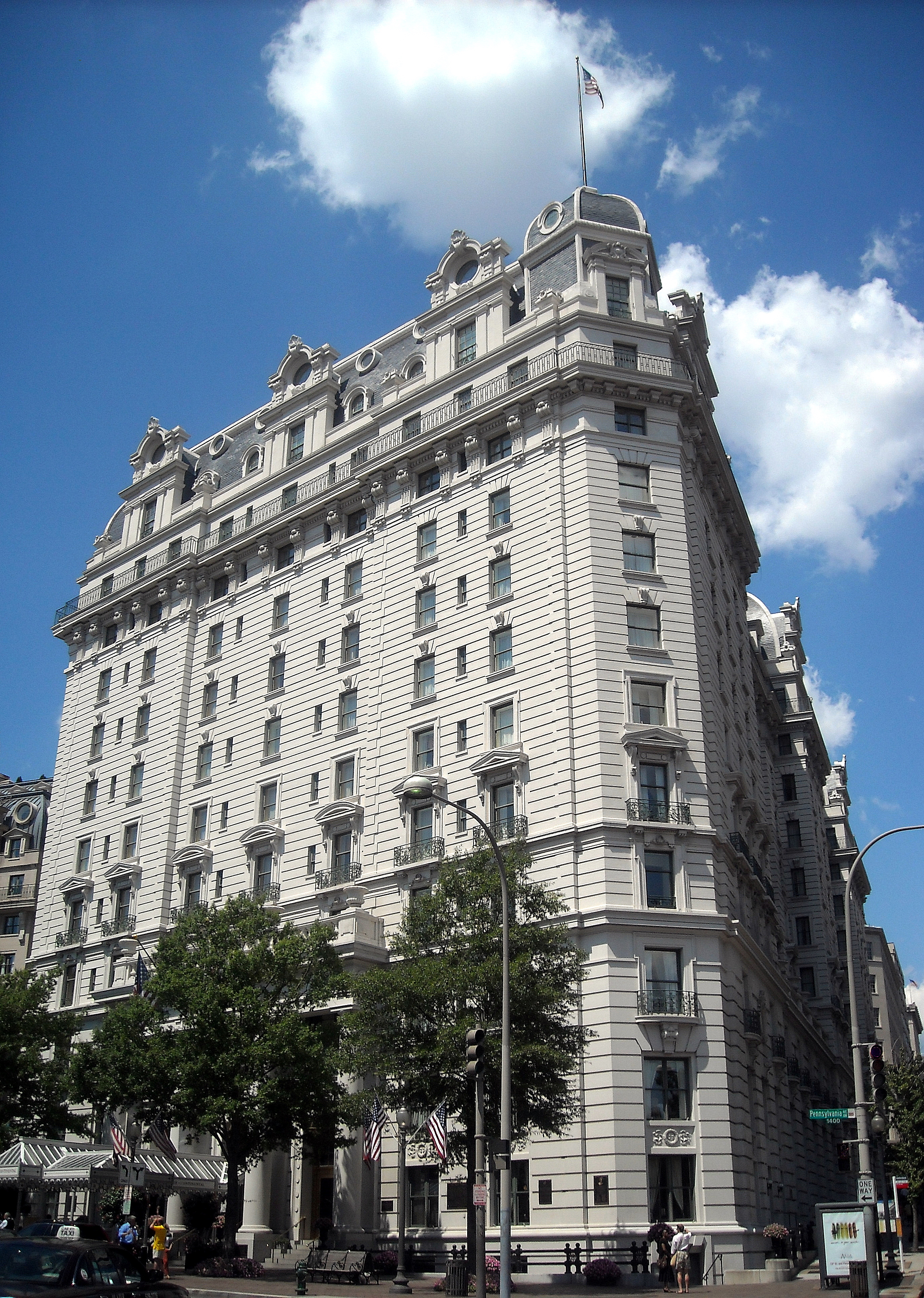
Willard InterContinental Washington.
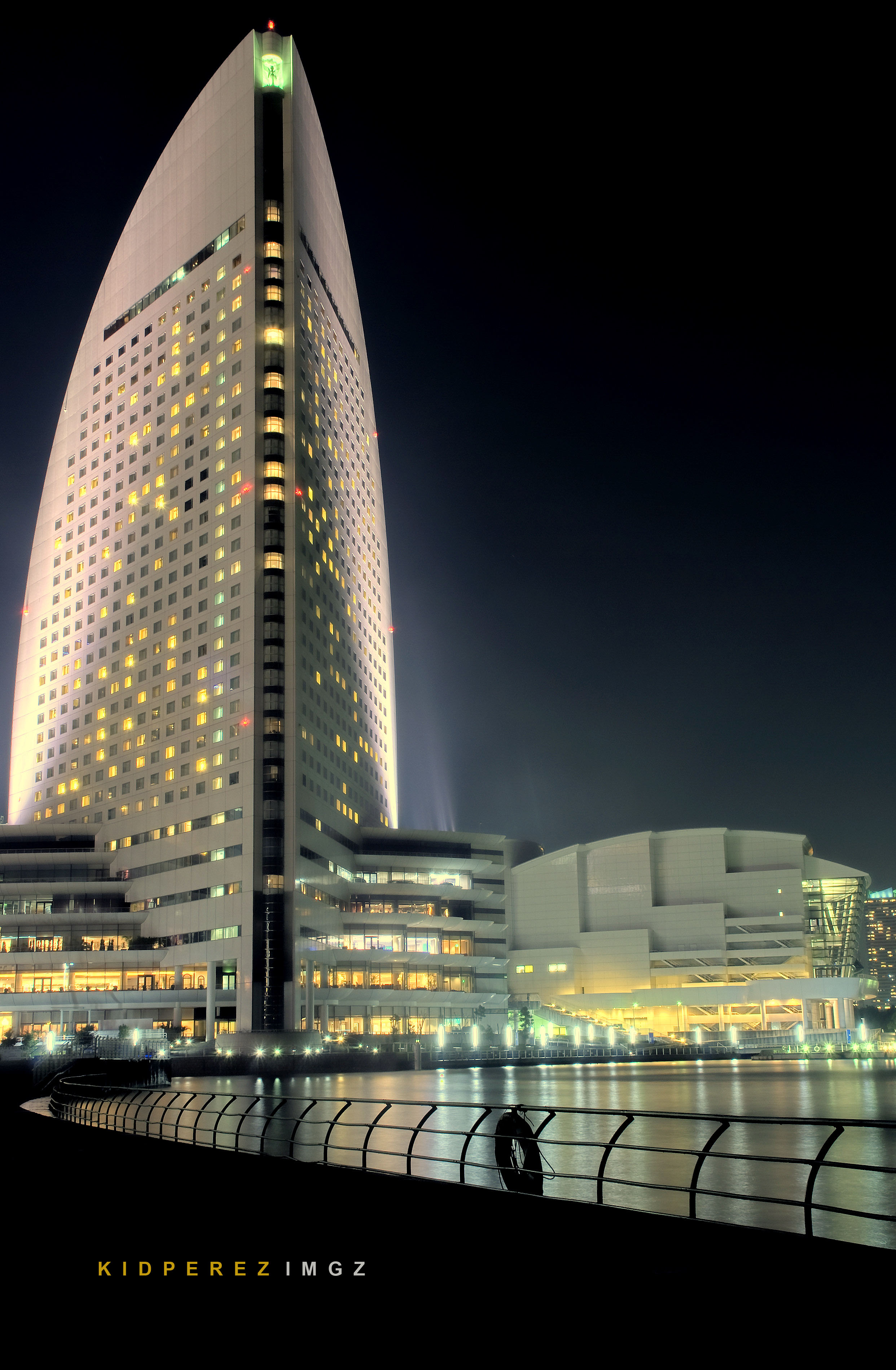
InterContinental Yokohama.
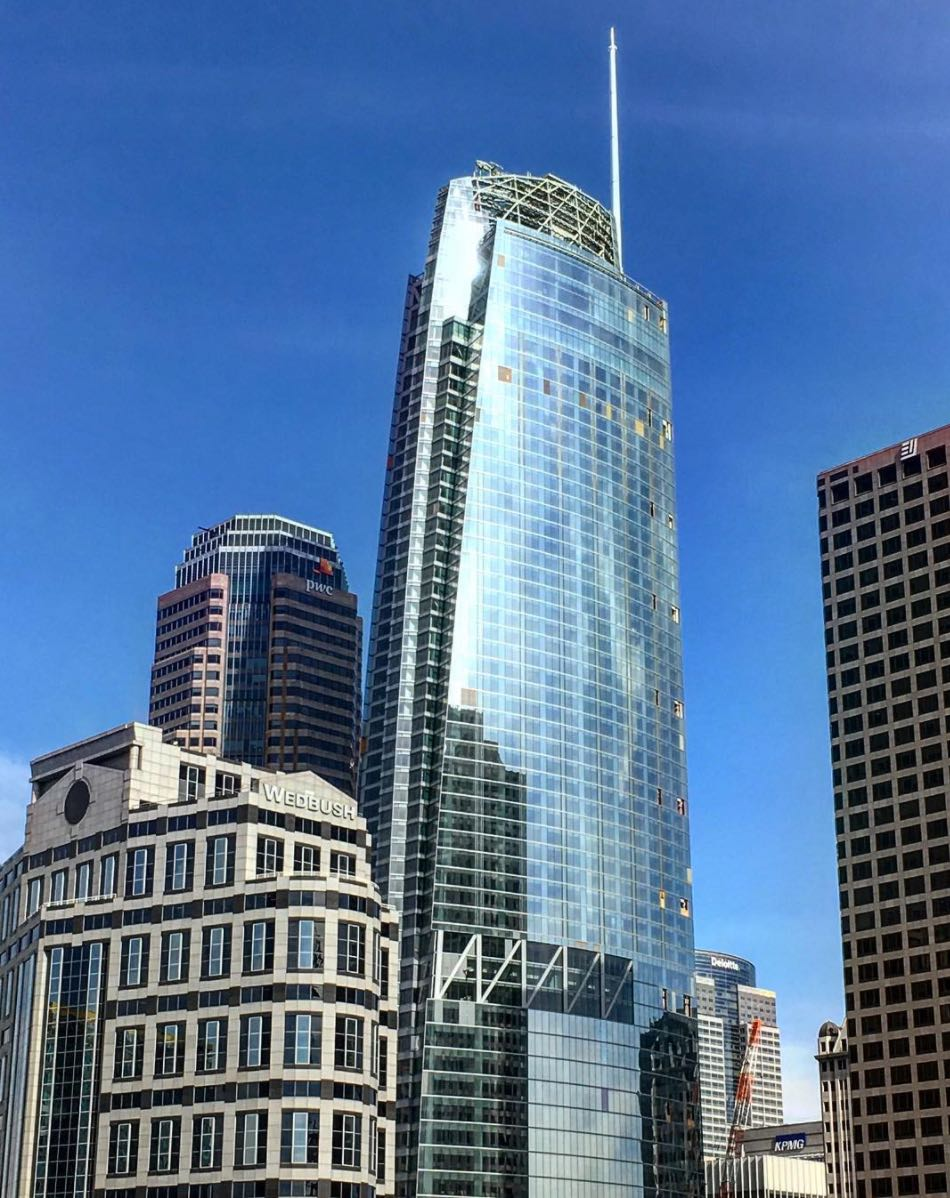
InterContinental Los Angeles Downtown.